# Joe Steve Vásquez

Wappen von Joe Steve Vásquez als Bischof von Austin

Joe Steve Vásquez (* 9. Juli 1957 in Stamford, Texas) ist ein US-amerikanischer römisch-katholischer Geistlicher und Erzbischof von Galveston-Houston.

## Leben
Der Bischof von San Angelo, Joseph Anthony Fiorenza, spendete ihm am 30. Januar 1988 die Priesterweihe.
Papst Johannes Paul II. ernannte ihn am 30. November 2001 zum Weihbischof in Galveston-Houston und Titularbischof von Cova. Der Bischof von Galveston-Houston, Joseph Anthony Fiorenza, spendete ihm am 23. Januar des nächsten Jahres die Bischofsweihe; Mitkonsekratoren waren Patrick Fernández Flores, Erzbischof von San Antonio, und Michael David Pfeifer, Bischof von San Angelo. Als Wahlspruch wählte er Sígueme (spanisch: Folge mir).
Am 26. Januar 2010 ernannte ihn Papst Benedikt XVI. zum Bischof von Austin. Die Amtseinführung fand am 8. März desselben Jahres statt. Am 11. November 2023 ernannte ihn Papst Franziskus mit der Amtsenthebung des Bischofs von Tyler, Joseph Strickland, zum Apostolischen Administrator von Tyler.
Am 20. Januar 2025 ernannte ihn Papst Franziskus zum Erzbischof von Galveston-Houston. Die Amtseinführung erfolgte am 25. März desselben Jahres.